# Teruzuki (Schiff, 1942)
Die Teruzuki (japanisch 照月 ‚Leuchtender Mond‘) war ein Zerstörer der Akizuki-Klasse der Kaiserlich Japanischen Marine. Sie wurde 1942 in Dienst gestellt und nahm am Pazifikkrieg des Zweiten Weltkriegs teil. Das Schiff wurde am 12. Dezember 1942, nach weniger als vier Monaten im Dienst, an der Nordwestküste von Guadalcanal durch Torpedotreffer versenkt.

## Geschichte

### Planung und Bau
Die Schiffe der Akizuki-Klasse wurden ursprünglich speziell als Flugabwehr-Geleitschiffe für Flugzeugträgerkampfgruppen entwickelt, wurden jedoch zusätzlich auch mit Torpedorohren und Wasserbomben ausgerüstet, um den Bedarf an Mehrzweckzerstörern zu decken.
Der Bauauftrag für die spätere Teruzuki wurde im Rahmen des 4. Kreis-Bauprogramms (Maru 4 Keikaku) von 1939, als Baunummer 105, an Mitsubishi in Nagasaki vergeben. Diese legte den Rumpf am 30. November 1940 auf Kiel und das zu Wasser lassen erfolgte am 21. November 1941. Die Indienststellung erfolgte am 31. August 1942 unter dem Kommando von Kaigun-chūsa (Fregattenkapitän) Orita Tsuneo. Die Baukosten betrugen 12.090.000 Yen.

### Einsatz
Im September 1942 wurde das Schiff in Yokosuka ausgestattet. Am 7. Oktober 1942 erfolgte die Zuteilung zur 10. Zerstörergruppe der 61. Zerstörerdivision der 3. Flotte. Am 10. Oktober 1942 verließ die Teruzuki Yokosuka in Richtung der Truk-Inseln und schloss sich am 14. Oktober 1942 der Flotte nördlich der Salomon-Inseln an.
Vom 26. bis 27. Oktober 1942 nahm der Zerstörer an der Schlacht bei den Santa-Cruz-Inseln als Geleitschutz für Vizeadmiral Nagumo Chūichis Kampfgruppe teil. Während des Gefechts erhielt das Schiff durch eine Bombe, die von einer PBY Catalina abgeworfen wurde, einen Nahtreffer, der leichte Rumpfschäden verursachte und sieben Besatzungsmitglieder tötete. Danach eskortierte die Teruzuki die Zuihō aus dem Gebiet, nachdem der Flugzeugträger Schäden erlitten hatte. Anschließend wurde das Schiff nach Truk beordert und dort zusammen mit der Akashi repariert.
Vom 12. bis 13. November 1942 war die Teruzuki Teil des Geleitzugs unter dem Kommando von Konteradmiral Abe Hiroaki. In der Ersten Seeschlacht von Guadalcanal beanspruchte sie Treffer auf sieben US-Schiffen, wovon eines versenkt wurde. In den Morgenstunden des 13. November leistete sie dem beschädigten Schlachtschiff Hiei Unterstützung.
Vom 14. bis 15. November trat sie der Kampfgruppe unter dem Kommando von Admiral Kondō Nobutake bei. In der Zweiten Seeschlacht von Guadalcanal bot sie mit dem Zerstörer Asagumo den schweren Schiffen Deckung. Danach half sie bei der Bergung der Besatzung des beschädigten Schlachtschiffs Kirishima.
Danach wurde die Teruzuki  erneut nach Truk beordert und traf dort am 18. November 1942 ein. Das Schiff wurde dann kurzzeitig, bis zum Eintreffen der Agano, Flaggschiff der Zerstörergruppe 10 unter Konteradmiral Kimura Susumu. Am 3. Dezember 1942 erlitt der Zerstörer leichte Schäden, als er auf ein Korallenriff bei Truk auflief. Nach Kontrolle der Schäden verließ die Teruzuki am 5. Dezember 1942 die Trukinseln und erreichte die Shortland-Inseln, um dort Flaggschiff der Zerstörergruppe 2 unter dem Kommando von Konteradmiral Tanaka Raizō zu werden.
In der Nacht vom 11. auf den 12. Dezember 1942 führte Teruzuki eine Transportfahrt nach Guadalcanal an. Während sie mit geringer Geschwindigkeit in Küstennähe von Guadalcanal patrouillierte, wurde sie von den amerikanischen Schnellbooten PT-37 und PT-40 angegriffen und torpediert. Das Schiff lag anschließend bewegungsunfähig im Wasser. Im Laufe der nächsten drei Stunden breiteten sich die Brände auf dem Schiff immer weiter aus und erreichten schließlich die Wasserbomben. In den folgenden Detonationen ging der Zerstörer schließlich unter.

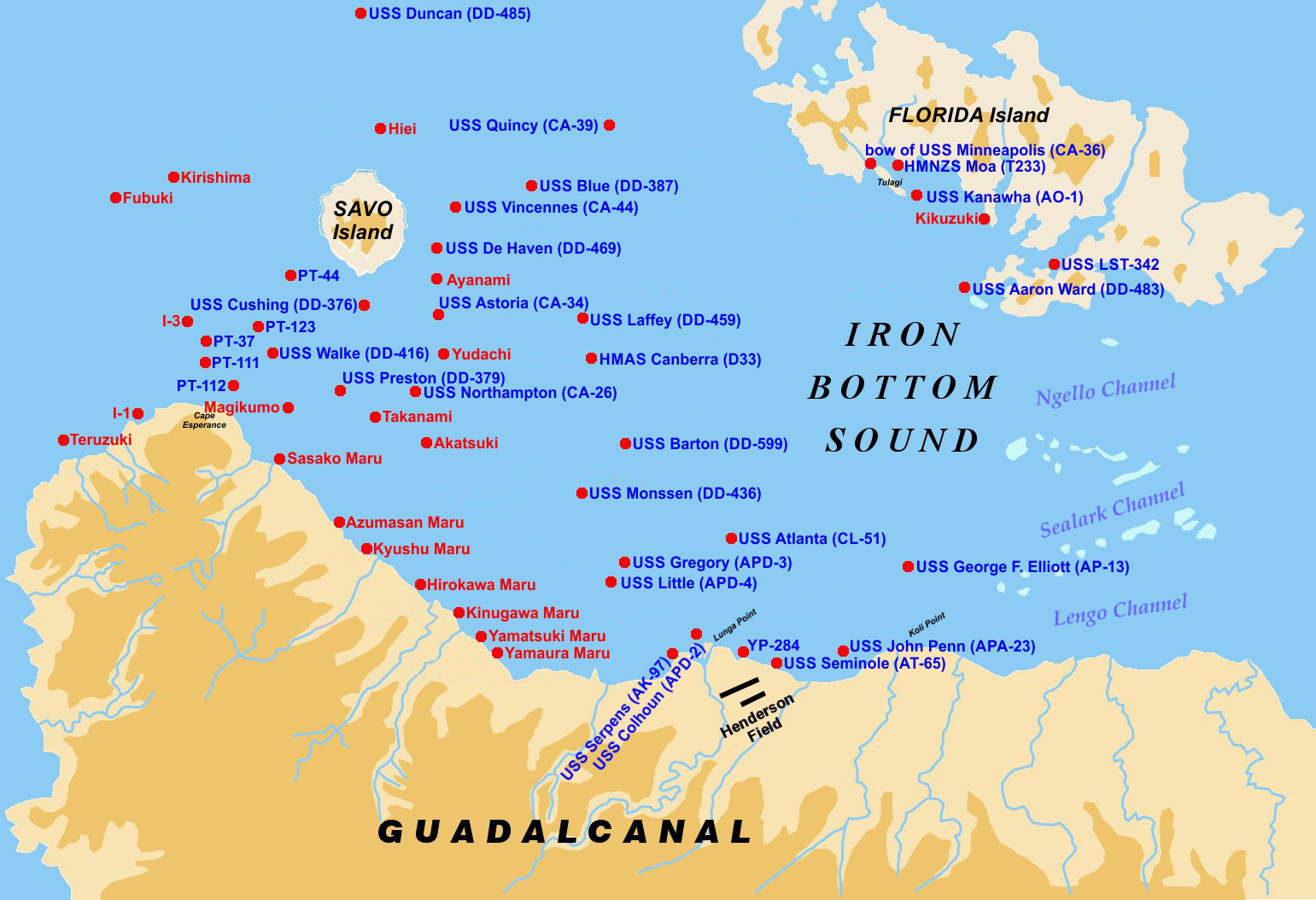
Karte der alliierten und japanischen Schiffsverluste bei Guadalcanal. Die Teruzuki liegt im Bild links an der Nordwestküste Guadalcanals.

Bei dem Angriff kamen neun Besatzungsmitglieder ums Leben. Die Nagagami übernahm 56 Mann der Besatzung sowie Admiral Tanaka. Arashi rettete 140 Überlebende und weitere 156 erreichten Kamimbo auf Guadalcanal in Booten. Kommandant Orita war ebenfalls unter den Überlebenden.
Am 15. Januar 1943 erfolgte die Streichung des Schiffes aus dem Marineregister.

## Erkundung des Wracks 2025
Am 10. Juli 2025 entdeckte Robert Ballards E/V Nautilus das Wrack der Teruzuki auf dem Meeresboden und führte eine erste visuelle Untersuchung seit dem Untergang des Schiffes durch. Der Bug war zur Seite gekippt, ein Großteil der Aufbauten des Schiffes waren abgebrochen. Das abgetrennte Heck befand sich in einiger Entfernung. Die Geschütztürme waren noch intakt mit Ausnahme des vorderen inneren Geschützturms, der abgesunken war.